# Nikolaus Adler
Nikolaus Adler (* 19. Januar 1902 in Viernheim; † 30. Januar 1970 in Mainz) war ein deutscher katholischer Theologe.

## Leben
Nikolaus Adler studierte von 1921 bis 1924 Philosophie und Theologie an der Philosophisch-Theologischen Hochschule Mainz. Am 20. März 1926 empfing er die Priesterweihe durch Bischof Ludwig Maria Hugo im Mainzer Dom. Danach war Kaplan der Marienschule in Mainz. Von 1928 bis 1930 studierte er in Rom am Collegio Teutonico di Santa Maria dell’Anima und Biblische Exegese am Päpstlichen Bibelinstitut. Das Bibelinstitut verlieh ihm 1930 das Lizentiat der Bibelwissenschaft (lic. bibl.). Ab September 1930 wirkte Adler als Kaplan in der Pfarrgemeinde St. Fidelis in Darmstadt. Ab April 1932 wurde er erneut zum Studium freigestellt, diesmal an der Universität Münster. Dort wurde er 1935 mit einer von Max Meinertz betreuten Dissertation über Sinn und Bedeutung des Pfingstberichts (Apg 2,1-13) promoviert.
Im Dezember 1935 wurde Adler Assistent am Priesterseminar des Bistums Mainz, wo er zu Ostern 1936 einen Lehrauftrag für Biblische Exegese erhielt. 1943 wurde er zum Prosynodalexaminator ernannt.
1944 wurde Adler Professor an der Philosophisch-Theologischen Hochschule Mainz. Die Professoren der Philosophisch-Theologischen Hochschule wurden mit Eröffnung der Johannes Gutenberg-Universität Mainz 1946 als Lehrkräfte in den Fachbereich Katholische Theologie der neugegründeten Universität integriert. Infolgedessen war Adler von 1946 bis 1967 Professor für Neues Testament an der Johannes Gutenberg-Universität Mainz. Von 1952 bis 1954 war er Dekan der Katholisch-Theologischen Fakultät.
Bis 1957 arbeitete Nikolaus Adler an einer Revision der Klosterneuburger Bibel, die unter dem Titel „Mainzer Neues Testament“ bekannt wurde.

## Ehrungen
Am 21. Dezember 1951 erhielt Adler den Ehrentitel Geistlicher Rat.

## Schriften
- Das erste christliche Pfingstfest. Sinn und Bedeutung des Pfingstberichtes Apg 2,1–13. Aschendorff, Münster 1938.
- Taufe und Handauflegung: Eine exegetisch-theologische Untersuchung von Apg 8, 14–17. Aschendorff, Münster 1951.
- Das Neue Testament unseres Herrn Jesus Christus. Übersetzt und erklärt von Jakob Schäfer, vollständig neu bearbeitet von Nikolaus Adler. Steyler Verlagsbuchhandlung, Kaldenkirchen, 250.–270. Tsd. 1957.